# David « Fathead » Newman
Pour les articles homonymes, voir David Newman et Newman.
David « Fathead » Newman (né le 24 février 1933 à Corsicana au Texas et mort le 20 janvier 2009 à Kingston des suites d'un cancer du pancréas), est un saxophoniste de jazz américain.

## Discographie

### En tant que leader
- Fathead: Ray Charles Presents David 'Fathead' Newman (1960) Atlantic Records 1304
- The Sound of the Wide Open Spaces!!!! with James Clay (1960) Riverside Records 12-327
- Straight Ahead (1961) Atlantic 1366
- Fathead Comes On (1962) Atlantic 1399
- House of David (1967) Atlantic 1489
- Double Barrelled Soul avec Jack McDuff (1968) Atlantic 1498
- Bigger and Better (1968) Atlantic 1505
- The Many Facets of David Newman avec Clifford Jordan (1968) Atlantic 1524
- Captain Buckles (1971) Cotillion Records 18002
- Lonely Avenue (1972) Atlantic 1600
- The Weapon (1972) Atlantic 1638
- Newmanism (1974) Atlantic 1662
- Mr. Fathead (1976) Warner Bros. Records BS 2917
- Concrete Jungle (1977) Prestige Records 10104
- Keep the Dream Alive (1977) Prestige 10106
- Front Money (1977) Warner Bros. BS 2984
- Back To Basics (1977) Milestone Records 9188
- Scratch My Back (1979) Prestige 10108
- Resurgence Muse Records 5234
- Still Hard Times(1982) Muse 5283
- Heads Up (1987) Atlantic 81725
- Fire! Live at the Village Vanguard (1990) Atlantic 81965
- Blue Head Live, avec Clifford Jordan (1990) Candid Records 70941
- Blue Greens and Beans avech Marchel Ivery et le Rein DeGraaff Trio (1990) Timeless 351
- Return to the Wide Open Spaces Live, avec Ellis Marsalis, Cornell Dupree,... (1990) Amazing Records 1021
- Bluesiana Triangle (1990) Windham Hill Jazz WD-0125 – with Bluesiana Triangle
- Bluesiana II (1991) Windham Hill 10133 – avec Bluesiana Triangle
- Mr. Gentle Mr. Cool (1994) Kokopelli Records
- Under a Woodstock Moon (1996) Kokopelli
- Chillin' (1999) HighNote Records 7036
- Keep the Spirits Singing (2001) HighNote 7057
- Davey Blue (2001) HighNote 7086
- The Gift (2003) HighNote 7104
- Song for the New Man (2004) HighNote 7120
- I Remember Brother Ray (2005) HighNote 7135
- Cityscape (2006) HighNote 7150
- Life (2007) HighNote 7166
- Diamondhead (2008) HighNote 7179
- The Blessing (2009) HighNote 7195

### En tant quesideman
Avec Ray Charles
- The Great Ray Charles (1957)
- Yes Indeed! (1958)
- Ray Charles at Newport (1958)
- What'd I Say (1959)
- The Genius of Ray Charles (1959)
- Ray Charles In Person (1960)
- The Genius Hits the Road (1960)
- The Genius After Hours (1961)
- Sweet & Sour Tears (1964)
- Berlin, 1962

Avec Eddie Harris
- The Electrifying Eddie Harris (Atlantic, 1967)

With Meeco
- Amargo Mel (Connector, 2009)

With Lee Morgan
- Sonic Boom (1967)

Avec Lonnie Smith
- Think! (1968)

Avec Charles Kynard
- The Soul Brotherhood (Prestige, 1969)

Avec Cornell Dupree
- Teasin' (1973)

Avec BB King
- There Must Be a Better World Somewhere (1981)
- Let the Good Times Roll (1999)

Avec Herbie Mann
- Mississippi Gambler (1972, Atlantic)

Avec Arif Mardin
- Journey (Atlantic, 1974)

Avec Don Patterson
- Mellow Soul (Prestige, 1967)

Avec Jimmy Scott
- All the Way (Sire, 1992)

Avec Shirley Scott
- Shirley Scott & the Soul Saxes (Atlantic, 1969)

Avec John Stein
- Green Street (1999)

Avec Cheryl Bentyne
- Talk of the Town (2002)

Avec JW-Jones
- Kissing in 29 Days (2006)

Autres apparitions
- The Atlantic Family Live at Montreux (1977)